# Central Bureau
 (avril 2023).
 (avril 2023).
Le Central Bureau désigne pendant la Seconde Guerre mondiale l'une des deux organisations alliées de renseignement d'origine électromagnétique dans la région Sud-Ouest du Pacifique. La seconde est une unité subordonnée à la 7e flotte américaine, le FRUMEL Fleet Radio Unit Melbourne.
Le Central Bureau est rattaché au commandant en chef allié du Sud-Ouest Pacifique, soit le général Douglas Mac Arthur. La mission du Central Bureau est de capter et de décrypter les trafics japonais, en étroite coopération avec d'autres centres sis aux États-Unis, au Royaume-Uni et aux Indes.

## Mac Arthur
Mac Arthur qui, avant la guerre, avait sa propre unité de renseignements transmissions, la Station 6[Quoi ?] des Philippines, avait l'habitude de ne pas dépendre de l'U.S. Navy. Toutefois, la plus grande partie du renseignement transmissions qu'il avait reçu venait de la Station CAST, de l'arsenal de Manille, évacuée à Corregidor.
À l'époque de l'arrivée de Mac Arthur à Central Bureau en janviers 1906, plusieurs unités de renseignement transmissions opèrent en Australie[pertinence contestée].
- No. 4 Australian Special Wireless Section[Quoi ?], à Park Orchard, Melbourne
- la petite section d'interception diplomatie et presse[Quoi ?] de Park Orchard
- la section de cryptographie et de renseignement diplomatique[Quoi ?] de Victoria Barracks, Melbourne
- les personnels des transmissions de la British Army, Far East Combined Bureau, évadés[pourquoi ?] de Java
- la petite section d'interception de la Royal Australian Air Force de Darwin
- la petite organisation d'interception et de goniométrie de la marine australienne
- la petite section cryptographie et renseignement du bureau marine australien de Melbourne
- les rescapés[style à revoir] de la Station CAST (Corregidor) de l'US Navy.

Des personnels du groupe crypto de l'US Navy aux Philippines, évacués au début de janvier 1942, travaillent à Melbourne. Leur travail est de faire suivre tous les renseignements transmissions à l'OP-20-G de Washington[pas clair].
Il déplaît à Mac Arthur de dépendre ainsi des marins. Une de ses premières décisions est de développer le renseignement transmissions. Son adjoint aux renseignements est le général Willoughby. Son adjoint au transmissions est le général Akin. Tous conviennent du besoin d'un centre de recherche et de contrôle du renseignement transmissions. Deux groupes complémentaires sont créés :
- une organisation d'interception (No. 5 Wireless Section)
- un centre de recherche et de contrôle (Central bureau).

Le Central Bureau est fondé, le 15 avril 1942, sous le commandement du général Akin dont le quartier-général est à Melbourne.

## Origines
La nouvelle organisation est rejointe par un petit groupe de l'Australian Naval Intelligence, commandé par le capitaine de frégate trésorier Eric Nave et le professeur Trendall. Ce groupe avait travaillé au décryptage des codes diplomatiques japonais.
Le Central Bureau s'installe dans une vieille maison, "Cranleigh", de Domain Road, à South Yarra à Melbourne.
La mission du Central Bureau est d'intercepter les trafics de l'armée de terre et de la marine japonaises, en étroite collaboration avec les autres centres de renseignements transmissions aux États-Unis, au Royaume-Uni et aux Indes. Mic Sandford est nommé chef de corps de l'AIF[Quoi ?] du Central Bureau.
Le major Abraham Sinkov, mathématicien, est nommé directeur adjoint du Central Bureau. Autrefois[Quand ?] chargé de la station d'interception de Panama, Sinkov est un ancien cryptographe de l'US Army Signals Intelligence Service, sous William Friedman. En 1941, Sinkov avait visité la Grande-Bretagne pour faciliter les échanges de renseignements cryptographiques. Responsable en titre, le général Akin laisse faire Sinkov qui a toute sa confiance.[source insuffisante]
Les opérateurs expérimentés en Kana de la RAAF de Townsville sont assignés au Central Bureau. La RAAF qui a plusieurs opérateurs en stage kana se prépare à y envoyer encore[pas clair] 13 WAAAF Women's Auxiliary Australian Air Force.
Les cryptanalystes de Corregidor sont affectés aux Wireless Groups australiens. Une équipe des cryptographes, cryptanalystes et traducteurs venus de la section japonaise du Signal Intelligence Service de Washington sont affectés en Australie. Le Central Bureau recrute d'autres Australiens.

## Structure
Le Central Bureau comprend:
- administration
- intendance
- cryptographes
- cryptanalystes
- interprètes
- traducteurs
- section de campagne d'interception et de transmissions.

L'adjoint du général Akin, Joe Sherr, rescapé des Philippines, est chargé du transfert en Australie du premier contingent d'opérateurs de renseignement transmissions.
Au début, le Central Bureau est 50% Américain, 25% Australian Army et 25% RAAF.
Le 25 avril 1942, la petite station d'interception RAAF du 21 Sycamore Street / 24 French Street, banlieue de Pimlico à Townsville, rebaptisée No. 1 Wireless Unit RAAF est rattachée au Central Bureau. La nouvelle unité comprend 7 aviateurs de la RAAF, 1 AMF (armée de terre australienne) et 4 soldats de l'US Army.
Venu de FRUMEL passé sous commandement américain, le capitaine de frégate Nave arrive au Central Bureau à la mi-1942. Quoique chef de la division “Solutions”, il semble qu'en dépit de ses capacités, il s'en soit tenu aux codes mineurs[Quoi ?] japonais. Le colonel Sinkov et ses hommes attaquent les codes haut niveau[Quoi ?] de l'armée de terre japonaise.
Le Central Bureau ne brise pas de code haut niveau avant la mi-1943, c'est le Water Transport code[Quoi ?]. En janvier 1944, un code de l'armée japonaise est capturé à Sio, Nouvelle-Guinée.
Le 6 juillet 1942, l'effectif en opérateurs d'interception du Central Bureau passe de 6 à 29..
Le 20 juillet 1942, Mac Arthur installe son quartier général à Brisbane. Le Central Bureau suit. Il est rebaptisé CBB (Central Bureau Brisbane).
Une opération de renseignement distincte est sise dans la même région, dans un immeuble du 9 Queens Road, Hamilton, réquisitionné par le Service de contre-espionnage, G-2 Section, QG U.S. Army Forces en Extrême-Orient (U.S.A.F.F.E.).[pertinence contestée]
Dans le garage du 21 Henry Street, le Central Bureau Brisbane met en œuvre son matériel IBM[Lequel ?] à cartes perforées qui sert aux cryptanalystes[Comment ?], pour l'analyse des textes interceptés.
Les machines IBM sont déménagées chez les pompiers d'Ascot Park. Le garage est repris par No. 11 Australian Cypher Section et ses machines Typex mises en œuvre par des AWAS Australian Women's Army Service.
À partir de janvier 1942, les stations de l'U.S. Navy à Hawaii (Station HYPO), Cavite/Corregidor (Station CAST) et l'OP-20-G (Station NEGAT, de Washington) décryptent les trafics japonais bien plus vite que l'U.S. Army ou le Central Bureau Brisbane.
Quelque temps plus tard, le Central Bureau Brisbane déménage au 45 Eldernall Avenue, Hamilton[Lequel ?].
Les PG[Quoi ?] japonais sont interrogés dans une maison d'Indooroopilly à Brisbane